# Szendrő
Szendrő è una città dell'Ungheria di 4.355 abitanti (dati 2001). È situata nella contea di Borsod-Abaúj-Zemplén a 40 km dal capoluogo Miskolc

## Storia
Szendrő è menzionato per la prima volta in un documento nel 1317 e deriva dal nome della famiglia Szend. Il castello, costruito in quel periodo e baluardo nella guerra contro i Turchi è stato distrutto nel 1707 dal Principe Francesco II.
Ottenne lo status di città nel 1996.

## Amministrazione

### Gemellaggi
- Leutershausen, dal 2000